# سمنة (النوبة)

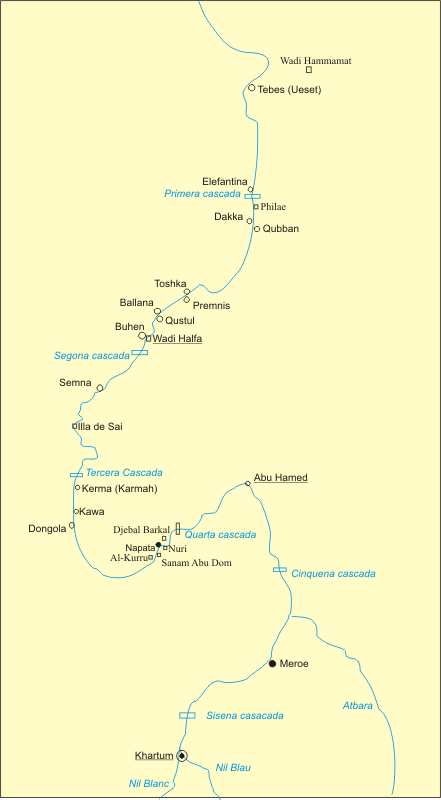
موقع سمنة على طول نهر النيل في النوبة

تقع منطقة سمنة على بعد 15 ميلاً جنوب وادي حلفا وتقع حيث تعترض الصخور نهر النيل مما يضيق تدفقه - شلال سمنة.
كانت سمنة منطقة محصنة تأسست في عهد سنوسرت الأول (1965-1920 قبل الميلاد) على الضفة الغربية لنهر النيل في الطرف الجنوبي لسلسلة من قلاع الدولة الوسطى التي تأسست خلال الأسرة الثانية عشرة في مصر (1985 - 1795 قبل الميلاد) في منطقة الشلال الثاني في النوبة السفلى. يوجد في سمنة ثلاث حصون: سمنة غرب (سمنة غرب)، سمنة شرق (سمنة شرق، وتسمى أيضًا كومة أو كومة)، وسمنة جنوب (سمنة قُبلي).  القلاع إلى الشرق والغرب من شلال سمنة هما شرق وغرب سمنة على التوالي. جنوب سمنة حوالي كيلومتر واحد جنوب غرب سمنة على الضفة الغربية لنهر النيل.
كان مضيق سمنة، على الحافة الجنوبية لمصر القديمة، أضيق جزء من وادي النيل. هنا، في هذا الموقع الاستراتيجي، قام فراعنة الأسرة الثانية عشر ببناء مجموعة من أربع قلاع من الطوب اللبن: سمنة وكوما وسمنة الجنوبية وأورونارتي - وكلها مغطاة بمياه بحيرة ناصر منذ الانتهاء من سد أسوان في عام 1971.

## آثار سمنة
قام عالم الآثار الأمريكي جورج ريزنر بالتحقيق في قلعة كوما المستطيلة الشكل وقلعة سمنة على شكل حرف L (على الضفة المقابلة) والقلعة المربعة الأصغر في سمنة الجنوبية في عامي 1924 و 1928. وشملت سمنة وكرمة أيضا بقايا المعابد والمنازل والمقابر التي يرجع تاريخها إلى عصر الدولة الحديثة (1550-1069 ق.م)، الذي كان معاصرا تقريبا مع تلك المدن النوبية أقل كما عمارة الغربية و Sesebisudla، عندما منطقة السد الثانية أصبحت جزءا «إمبراطورية» مصرية، وليس مجرد منطقة حدودية.

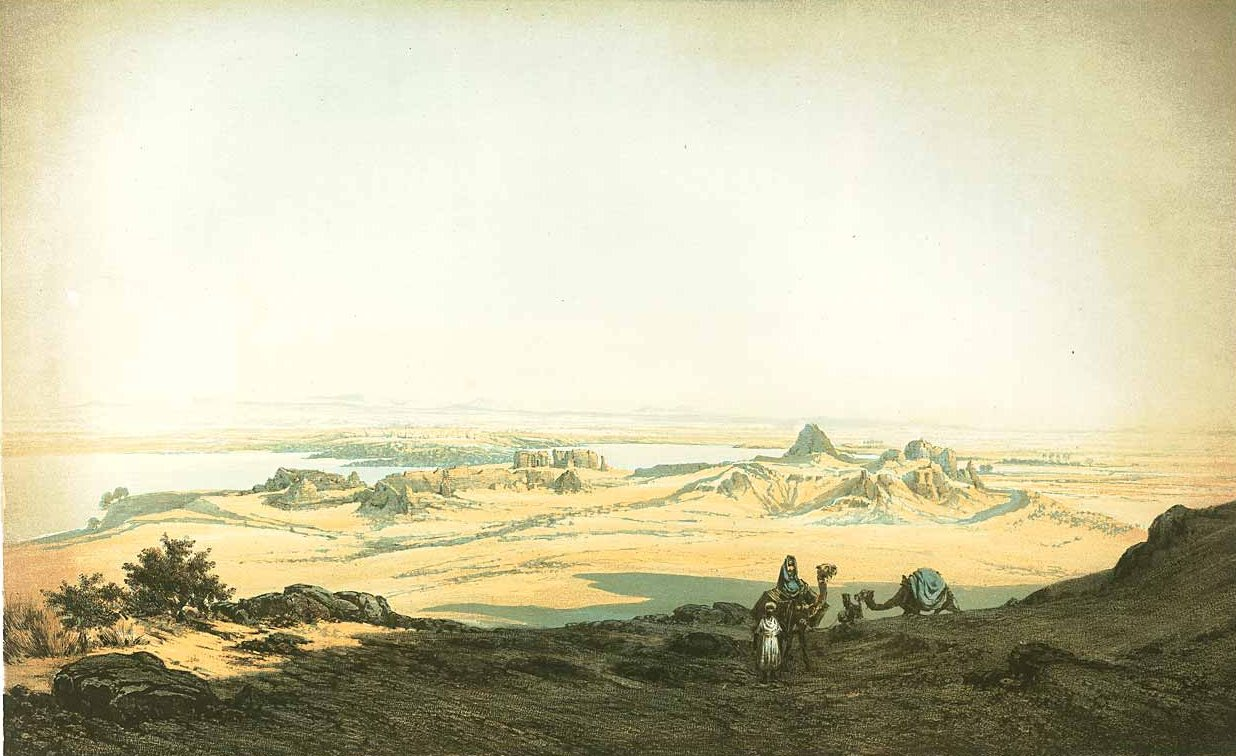
منظر حصن السمنة والكوما من الغرب

كان للحصن العديد من الميزات المتقدمة - فقد تم تعزيز الجدران المبنية من الطوب بمداخل خشبية، وكانت هناك بوابات محصنة بشكل مزدوج، وكان هناك ممر محصن أسفل النيل يسمح بالوصول السهل إلى إمدادات المياه. ادى زيادة قطع الاشجار إلى زيادة التعرض للحرائق ويمكن رؤية آثار الحرائق في الجدران.

## قلعة سمنة الجنوبية
باعتبارها حصنًا للأسرة الثانية عشرة، تعتبر سمنة الجنوبية واحدة من 17 حصنًا مصريًا للمملكة الوسطى في النوبة تم بناؤها لغرض التحكم في حركة التجارة على طول نهر النيل. أولت الدولة المصرية أهمية كبيرة للسيطرة على النوبة وبضائعها. كما يشير ريزنر (1929)، «كانت المنتجات الجنوبية، الأبنوس، والعاج، والجلود، والبخور والراتنج، وريش النعام، والعبيد السود، مرغوبة بشدة من قبل ملوك المملكة الوسطى كما رغبوا بها من قبل أسلافهم». وهكذا، تم بناء الحصون على طول نهر النيل لحماية الممر المائي من القبائل البدوية ولتسهيل تدفق البضائع النوبية إلى مصر.
تم التنقيب عن الحصون المحيطة بجنوب سمنة من قبل البعثة المصرية المشتركة لجامعة هارفارد ومتحف بوسطن للفنون الجميلة في عشرينيات القرن الماضي، ولكن لم يتم التنقيب رسميًا في جنوب سمنة حتى أواخر الخمسينيات. قام بأعمال التنقيب الأولية للقلعة جان فيركوتير وسيد ثابت حسن ثابت من مصلحة الآثار السودانية في 1956-1957. إجراء المزيد من الحفريات في القلعة والمقبرة المجاورة من قبل بعثة المعهد الشرقي إلى النوبة السودانية، تحت إشراف الدكتور لويس فيكو شابكر، في 1966-1968. اليوم، يتم تنسيق البقايا البشرية من جنوب سيمنا في جامعة ولاية أريزونا ويتم تنسيق القطع الأثرية الأثرية في معهد جامعة شيكاغو الشرقي. (هـ. ماكدونالد، اتصال شخصي، 22 تشرين الأول 2012).

### جيولوجيا الموقع والجغرافيا

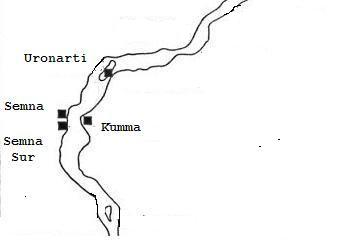
موقع سمنة

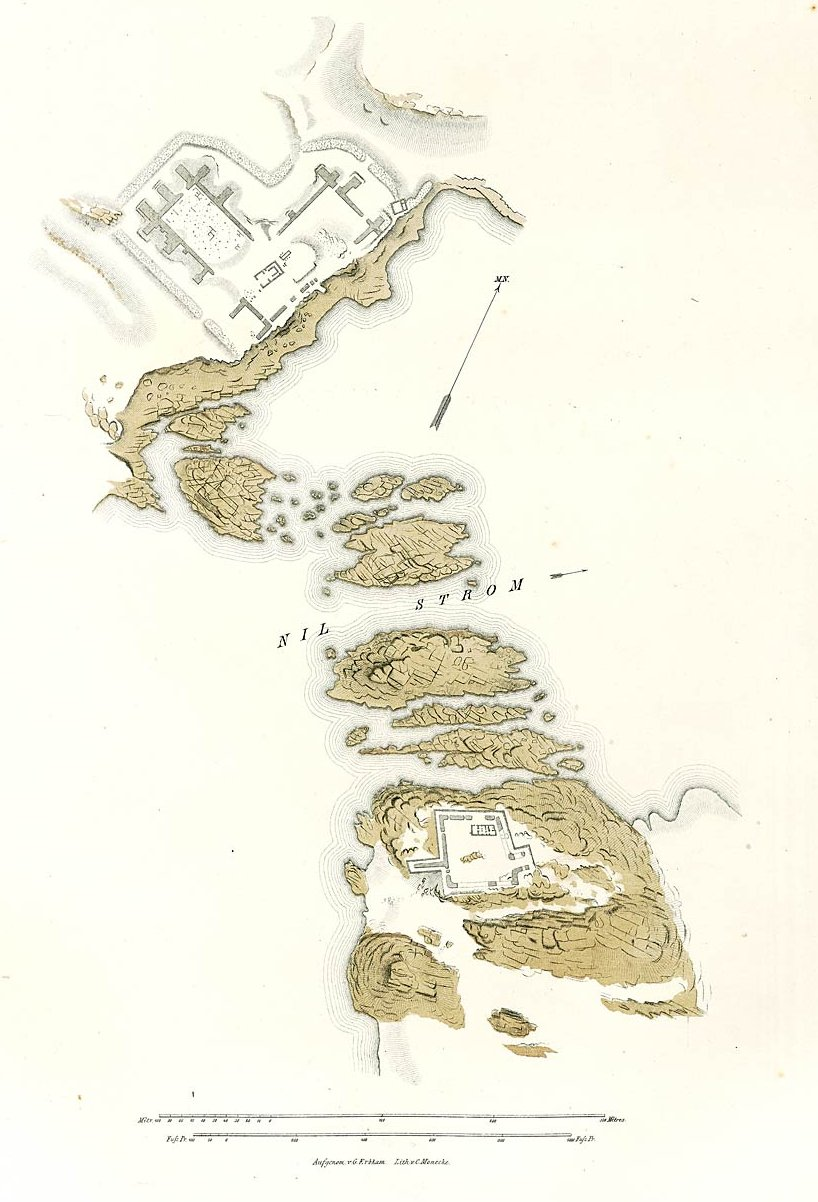
سمنة

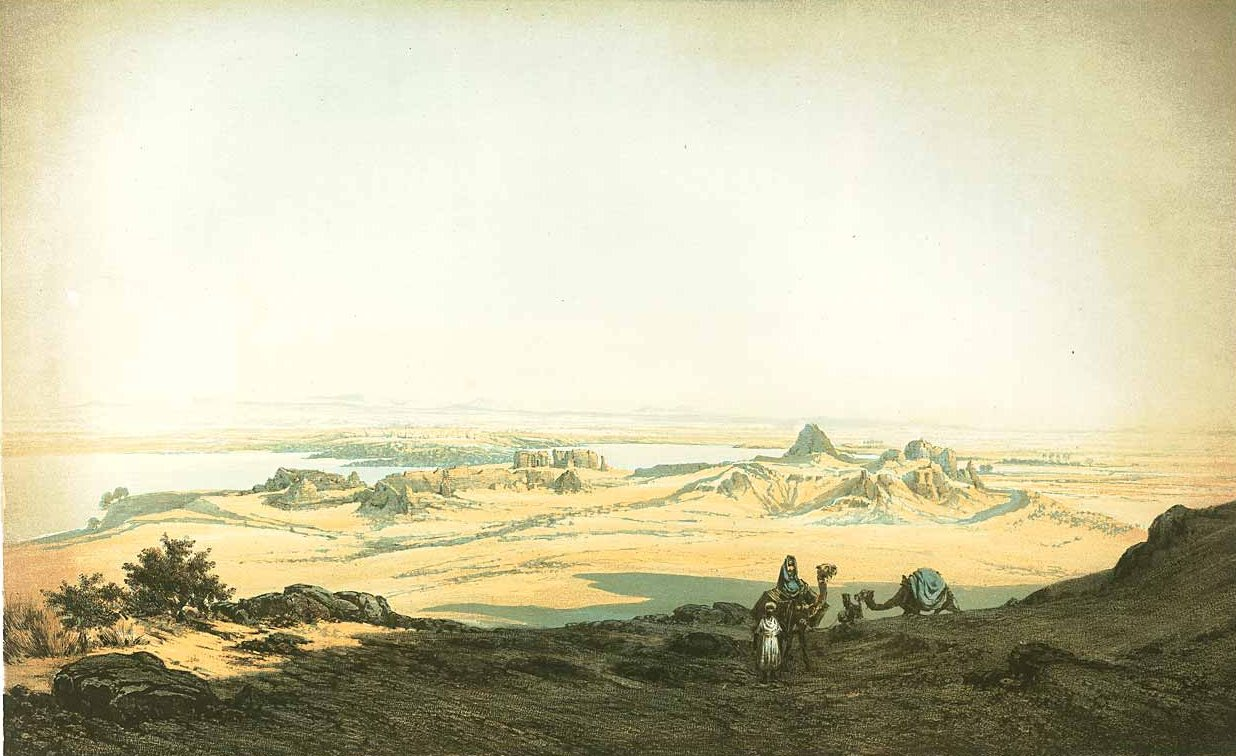
منظر لسمنة من الغرب

تقع سمنة جنوب في منطقة بطن الحجر ("بطن الصخرة") في النوبة بين الشلال الثاني والثالث. كما يوحي اسمها، فإن بطن الحجر "تتميز بـ" تلال وأخاديد جرانيتية عارية، ومجرى نهر ضيق، ورواسب ثقيلة من الرمال التي تهبها الرياح ". تقع سمنة فوق منطقة جيولوجية تشكيل المعروفة باسم بدروم مجمع، وهذا التعقيد هو وديعة من عصر ما قبل الكمبري الصخور الرسوبية وفي وقت لاحق الصخور البركانية. ليس هناك سوى طبقة رقيقة من خصوبة التربة الغرينية. المغطي هذا المجمع الذي النتائج في الإمكانات الزراعية الفقيرة

### الحفريات الأثرية في جنوب سمنة

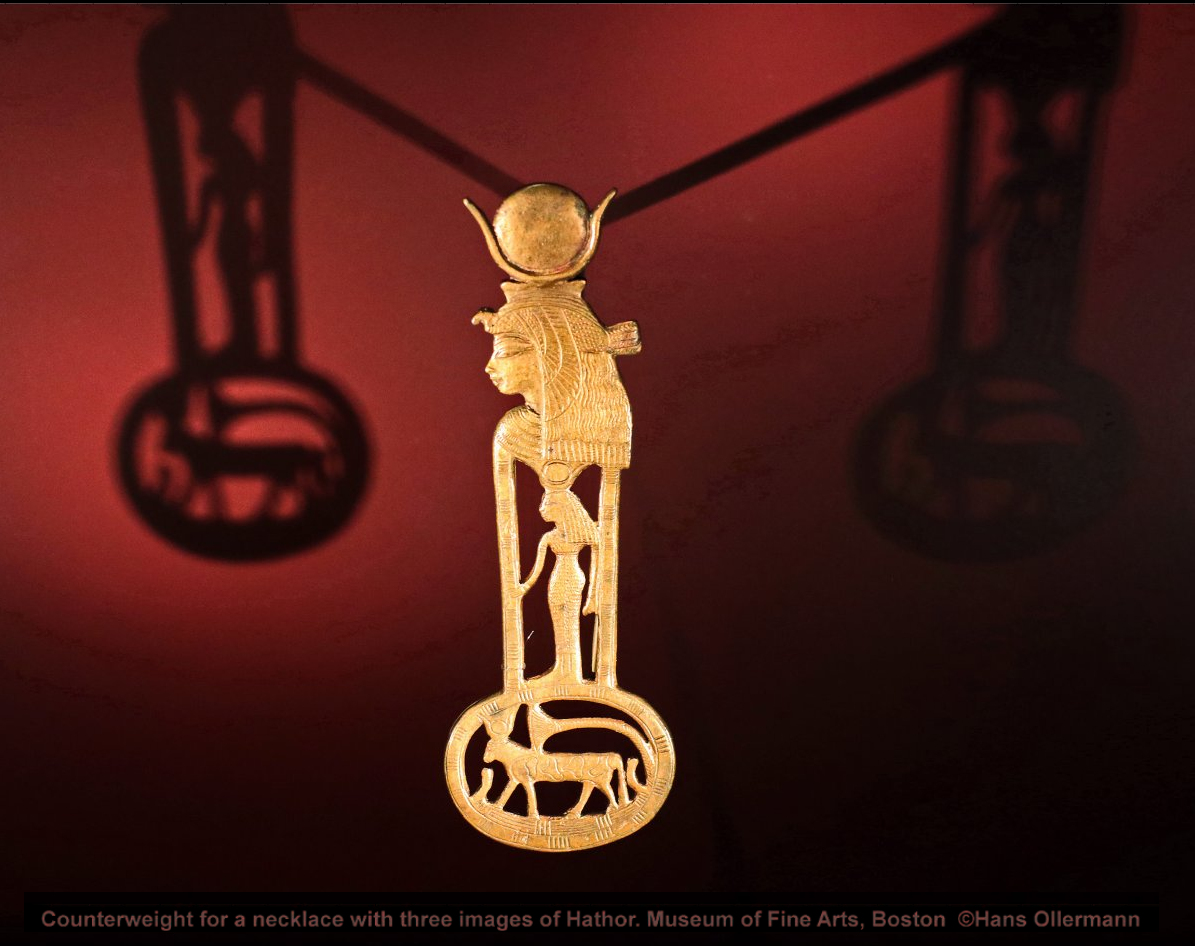
ثقل موازن لعقد بثلاث صور لحتحور، سمنة (1390-1352 قبل الميلاد). متحف الفنون الجميلة، بوسطن.

بينما وصف ريزنر (1929) الحصن في جنوب سمنة، لم يتم التنقيب فيه رسميًا حتى 1956-1957 من قبل مصلحة الآثار السودانية تحت إشراف جان فيركوتير وسيد ثابت حسن ثابت. استكشفت هذه الحفريات غالبية (أربعة أخماس) القلعة و «قامت بأعمال حفر تجريبية محدودة» في المقبرة المرَّوية المجاورة.
كتب فيركوتر ملاحظات في العام (1966) أن عملهم كان تمهيديًا ولم يكتمل بأي حال من الأحوال. وشجع على إجراء مزيد من التحقيق في الموقع: «يبدو أنه من الأهمية بمكان بالنسبة لتاريخ الموقع إجراء حفريات جديدة في جنوب سمنة قبل غمرها تحت مياه سد أسوان الجديد». وابتداءً من عام 1966، واصل المعهد الشرقي بجامعة شيكاغو أعمال التنقيب حيث انتهى فيركوتير وزملاؤه.
بين عامي 1966 و 1968 قامت بعثة المعهد الشرقي لجامعة شيكاغو إلى النوبة السودانية بحفر ما تبقى من حصن سمنة الجنوبي والمقبرة المجاورة. أجريت الحفريات التفصيلية لأسوار الحصن، وكنيسة، وموقع نفايات، ومقبرة. على حد علم المؤلف، كانت هذه الحفريات الأثرية الأخيرة التي أجريت في جنوب سمنة.

### نتائج وأهمية الحفريات

#### نتائج الخمسينيات
خلال الموسم الميداني 1956-1957، تمكن فيركوتر وزملاؤه من تفسير خطة بناء الحصن. يتكون المبنى من الميزات التالية: حصن منحدر، وجدار خارجي، وخندق داخلي، وجدار رئيسي، ومساحة داخلية مفتوحة. وخلصوا إلى أن الحصن لم يكن مأهولًا بشكل دائم؛ بدلا من ذلك، احتلت لفترات محدودة من قبل رجال الحامية القادمين من حصن غرب سمنة.

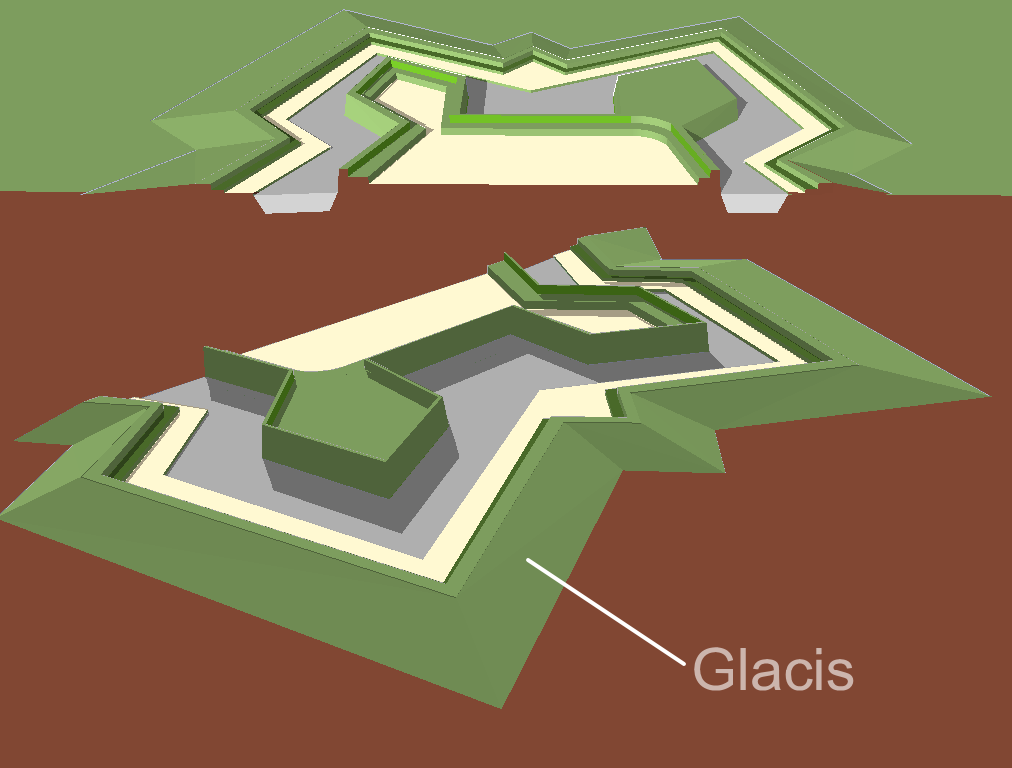
مثال على التحصن المنحدر

وجدوا القليل من الأدلة على احتلال الدولة الوسطى، لكنهم اكتشفوا أنقاض مستوطنة مسيحية في جنوب سمنة. لم يتم التنقيب عن المستوطنة المسيحية بالكامل من قبل بعثة هيئة الآثار السودانية، لكنهم لاحظوا أن المنازل أعيد بناؤها من قبل السكان المسيحيين وأنهم بنوا جدارًا حجريًا جديدًا حول الجانب الغربي من الحصن. وخلصوا إلى أن المستوطنة المسيحية كانت مأهولة بمجتمع فقير إلى حد ما.

#### نتائج من الستينيات

##### النتائج المعمارية

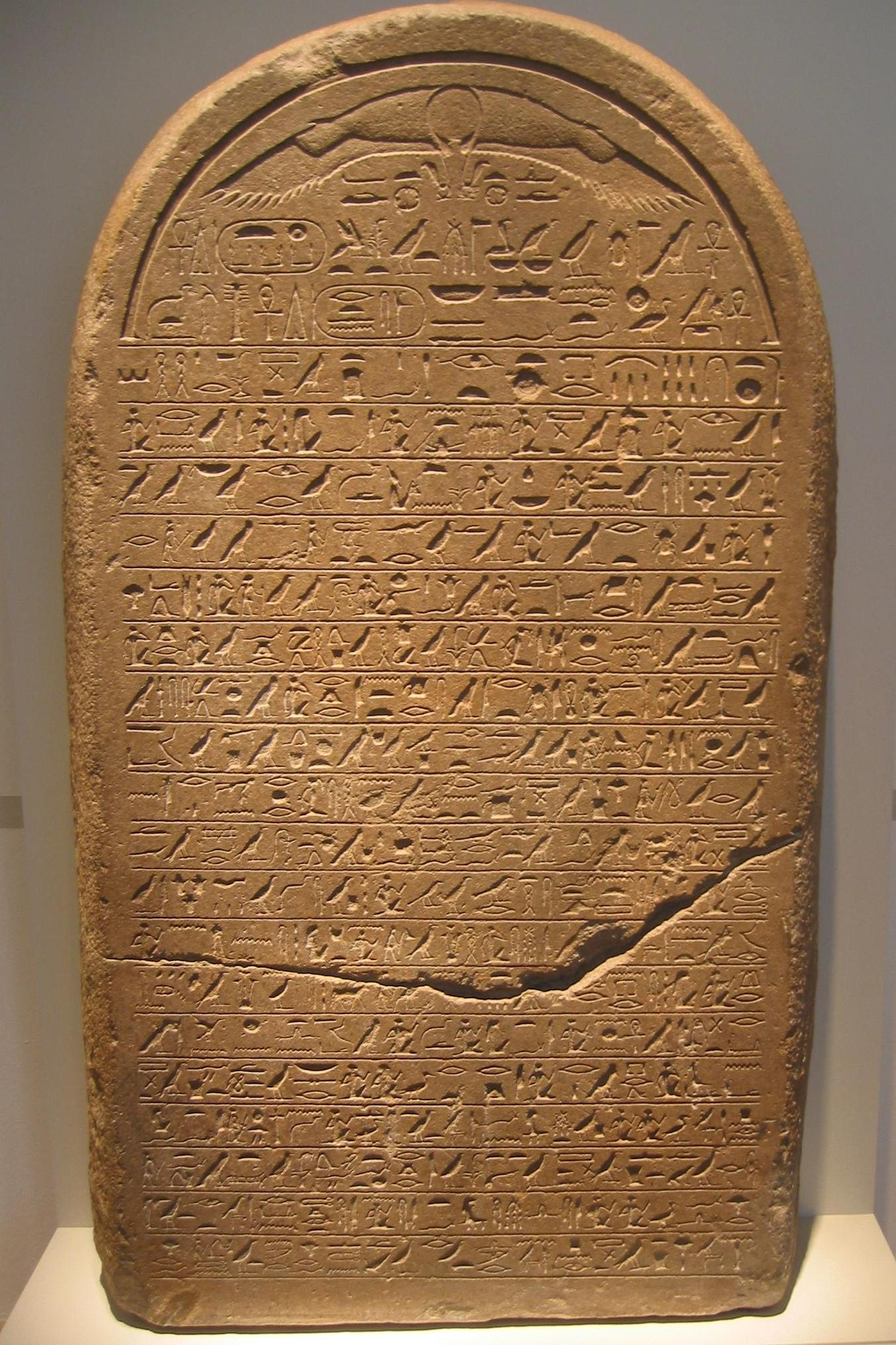
لوحة سمنة مؤرخة بالعام 16 لسنوسرت الثالث

حددت الحفريات 1966-1968 في جنوب سمنة، على عكس فيركوتير، أن الحصن كان محتلاً بشكل دائم من عهد سنوسرت الأول إلى السنوات القليلة الأولى من حكم أمنمحات الثالث من الأسرة الثانية عشر. كشفت الحفريات في الكنيسة، والتي تسمى أحيانًا «قبر الشيخ»، عن بقاء جزء فقط من الهيكل الأصلي. اعتبارًا من عام 1982 عندما نشر صبكر وطبكر تقريرهما، لم يتمكنا من تحديد تاريخ الكنيسة بسبب ندرة الفخار داخل الكنيسة أو بالقرب منها. ومع ذلك، فقد قدموا تقديرًا افتراضيًا: «الكنيسة في شكلها النهائي، أي المقلوب، تعود إلى الفترة المسيحية الكلاسيكية في النوبة، في مكان ما بين الجزءين التاسع والأول من القرن الحادي عشر الميلادي».
كشفت هذه الحملة عن سور عظيم يربط بين الحصون في جنوب سمنة وغرب سمنة. عزز هذا الجدار الرأي القائل بأن التحصينات العسكرية في منطقة سمنة بناها المصريون رداً على «الضغوط الشديدة ومحاولات التسلل من جانب الجنوبيين خلال الأسرة الثانية عشرة، والتي توجد تلميحات لها في لوحة سمنة المعروفة. ورسائل سمنة». يعتقد صبكر وشبكار (1982) أنه ربما كانت هناك مجموعة من التحصينات التي احتضنت سمنة جنوب وغرب، وربما قلاع أخرى في المنطقة، ولكن لا يوجد دليل قاطع على مثل هذا المجمع.

##### النتائج المصطنعة
كما تم التنقيب عن منطقة تقع على الجانب الشمالي الغربي من الحصن والتي كانت تسمى سابقًا «مقبرة» أو «موقع احتلال» أو «مخيم» ومغطاة بقطع من الأواني خلال المواسم الميدانية 1966-1968. عند التنقيب، تم الكشف عن أنه للأسرة الثانية عشر، وكان «أهم [اكتشاف] لدراسة تاريخ حصن سمنة الجنوبي، لا سيما لدراسة اتصالاته مع الحصون الأخرى من الأول والحصن. مناطق السد الثاني». كان موقع التفريغ عبارة عن سلسلة من الثقوب التي كانت في البداية محاجر من الطين ثم تم استخدامها لاحقًا كمكان لإلقاء أشياء الحصن المهملة. كانت بعض الثقوب عميقة وبعضها كان ضحلًا؛ كان أعمق اثنين من K-1 وK-4. داخل هذه الثقوب، تم خلط الأشياء المهملة وقطع الفخار في كتلة فضفاضة من الحطام مع عدم وجود طبقات طبقية واضحة.

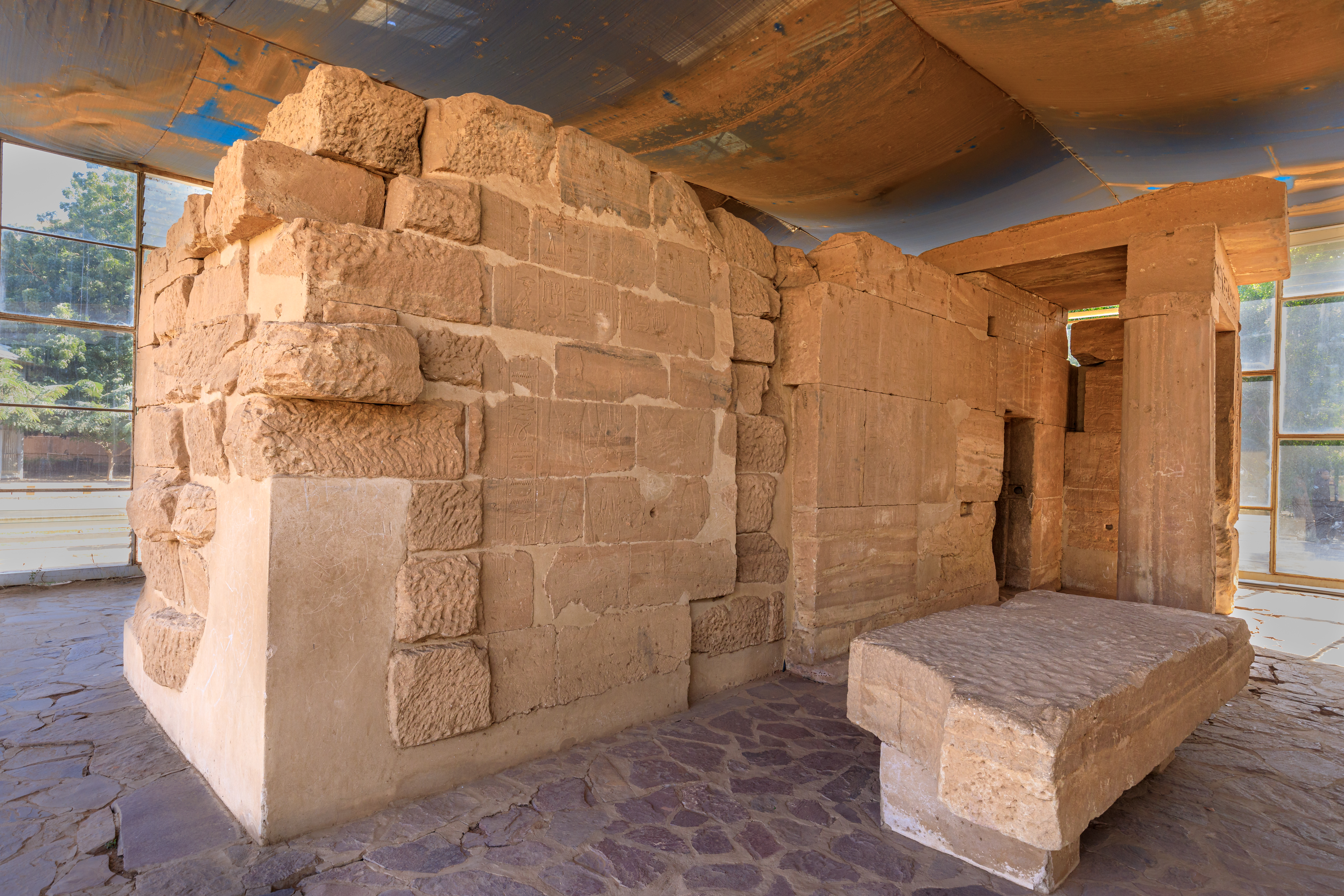
أعيد بناء معبد سمنة لسنوسرت الثالث الموجود الآن في متحف السودان القومي.

تم نقل معبدي ديدوين وسيزوستريس الثالث إلى متحف السودان القومي في الخرطوم قبل ملء بحيرة النوبة بسسبب السد العالي.

## معرض الصور (معبد سمنة)

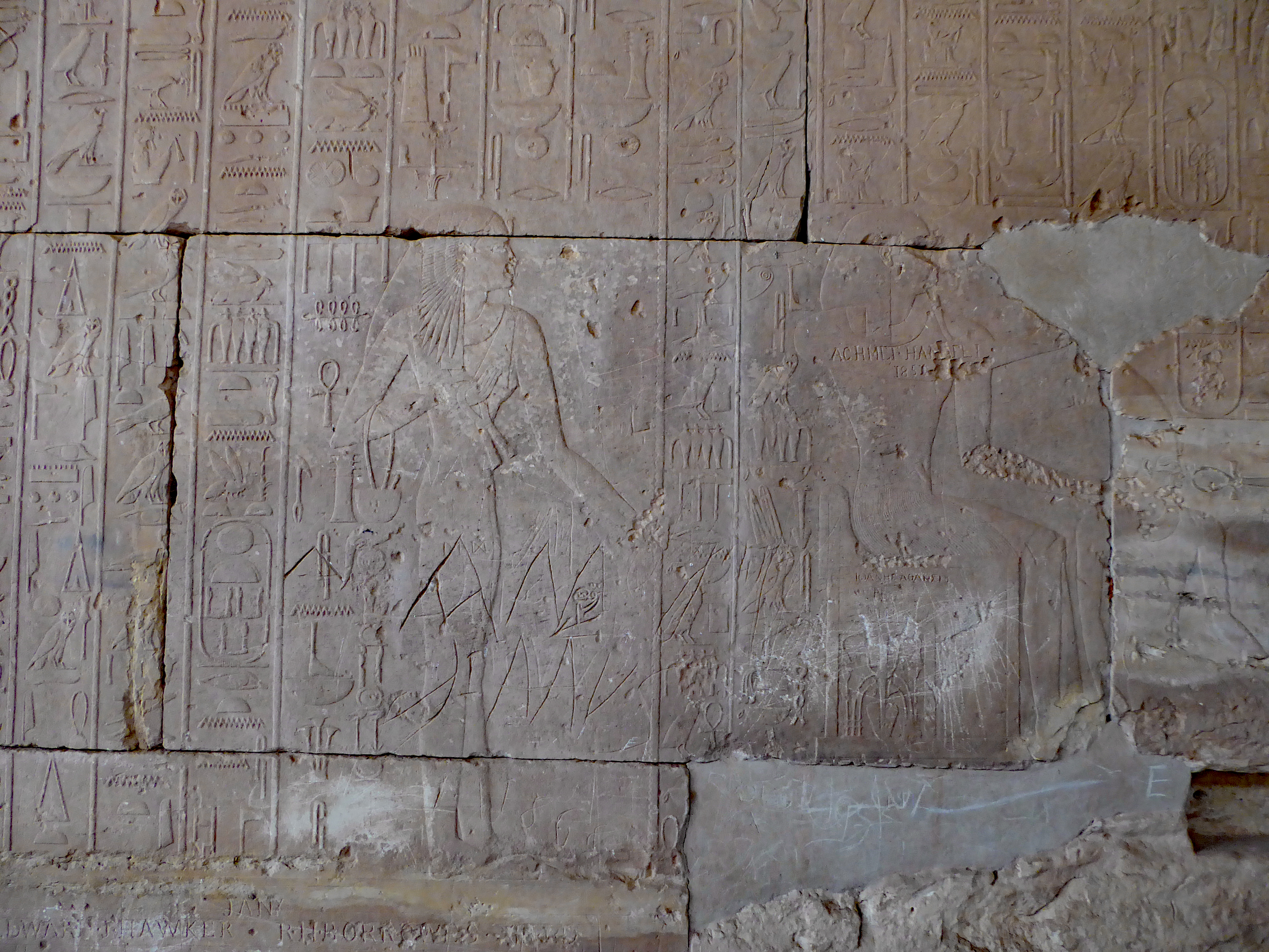
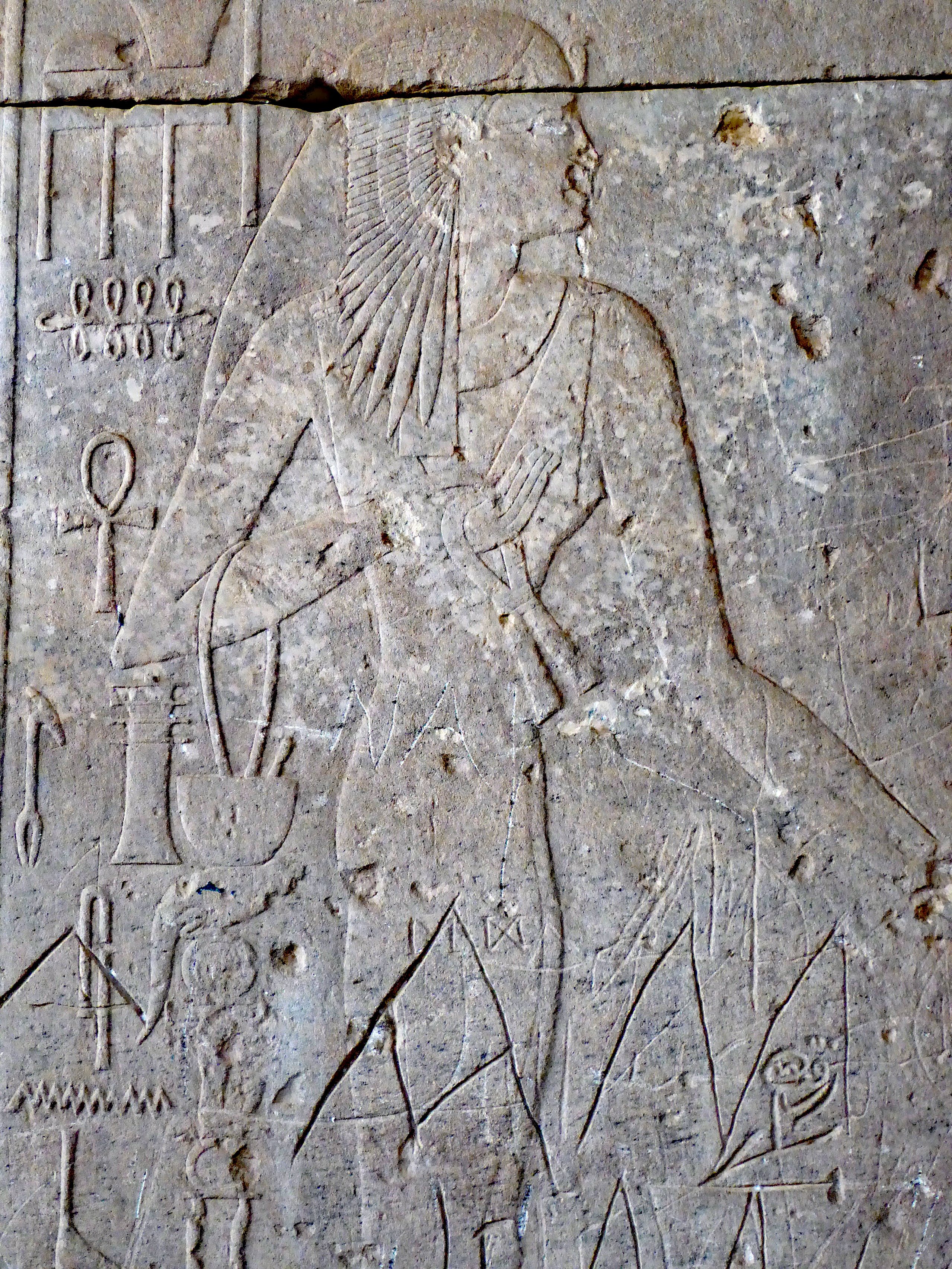
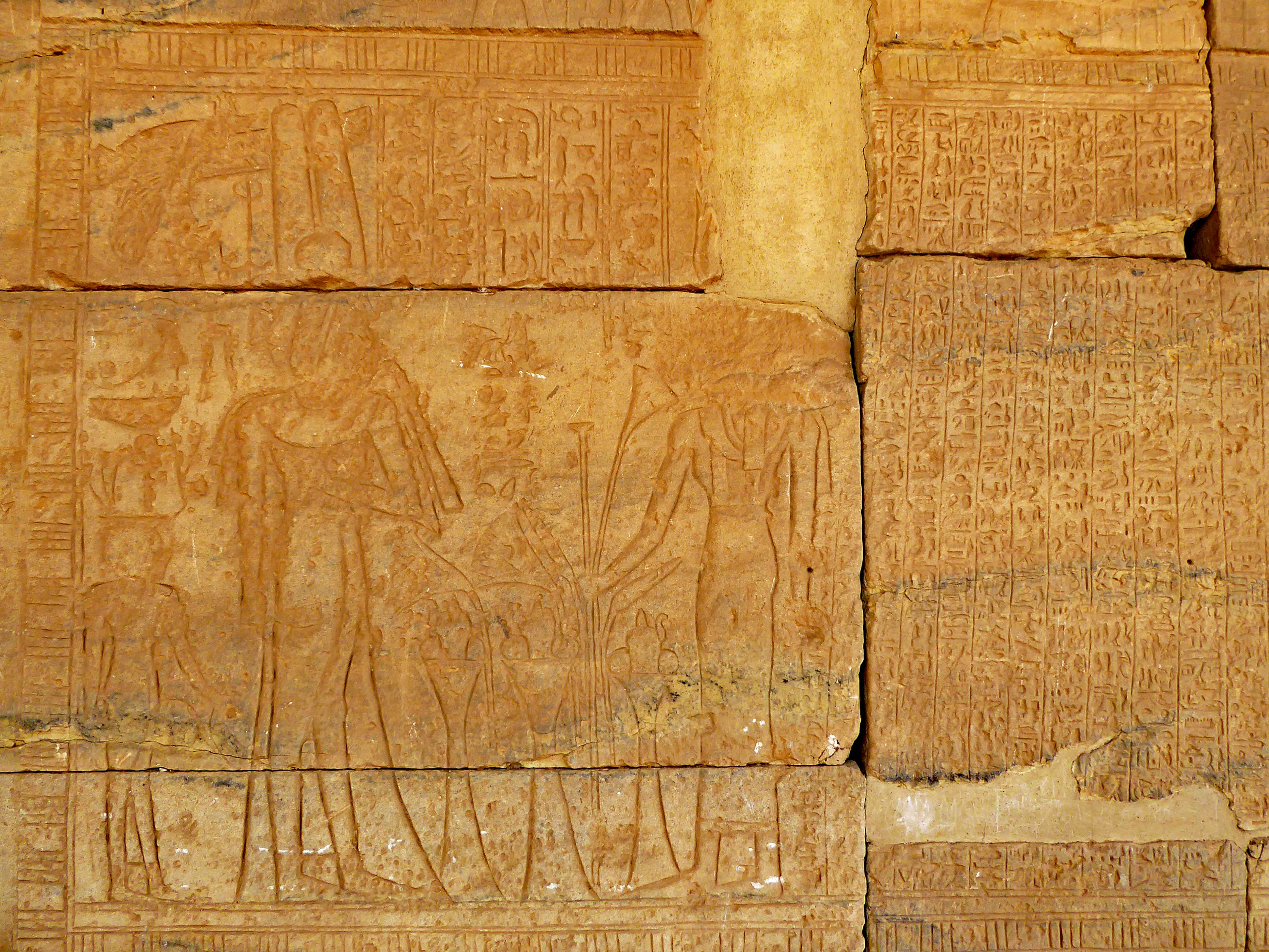
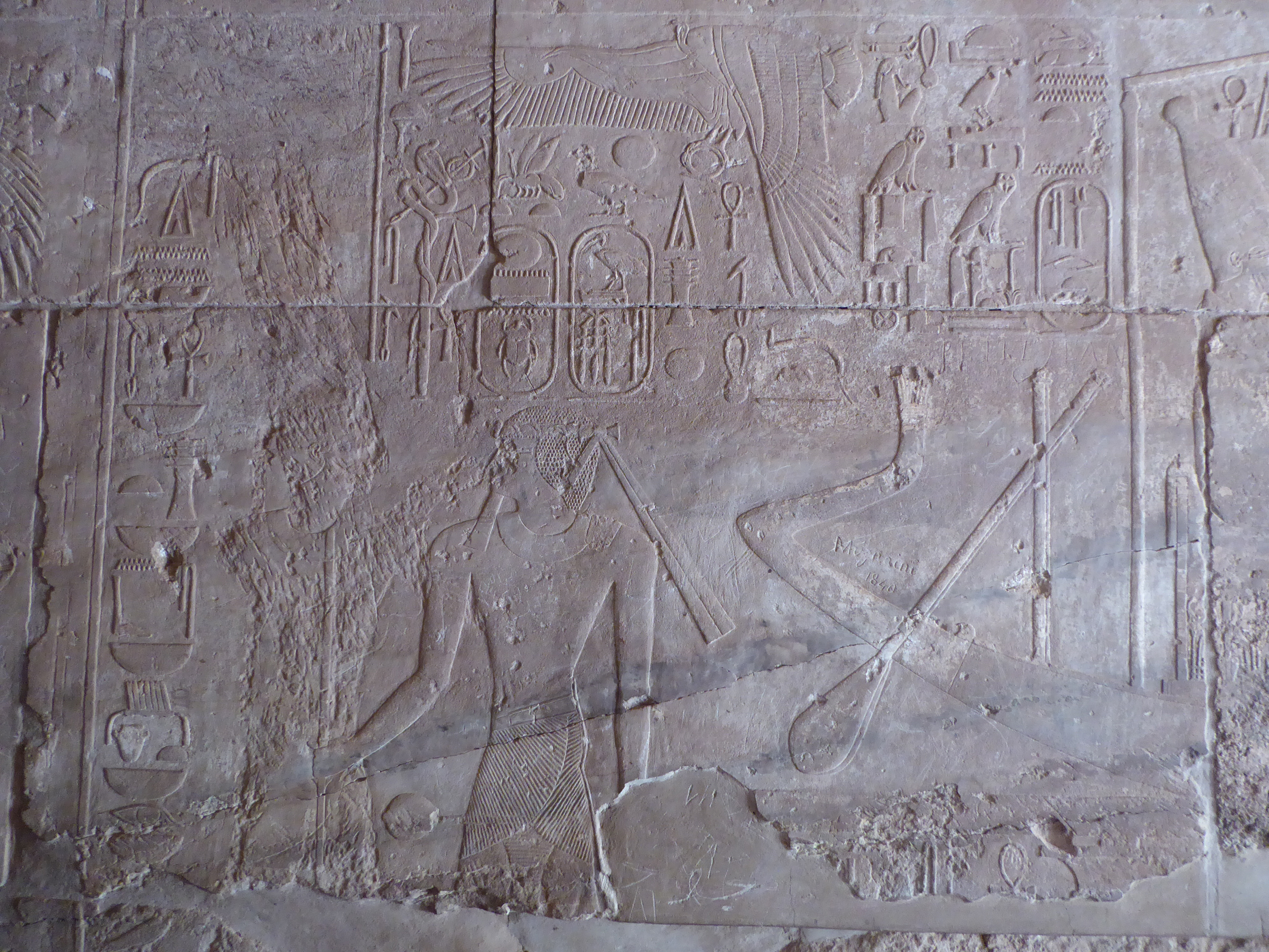
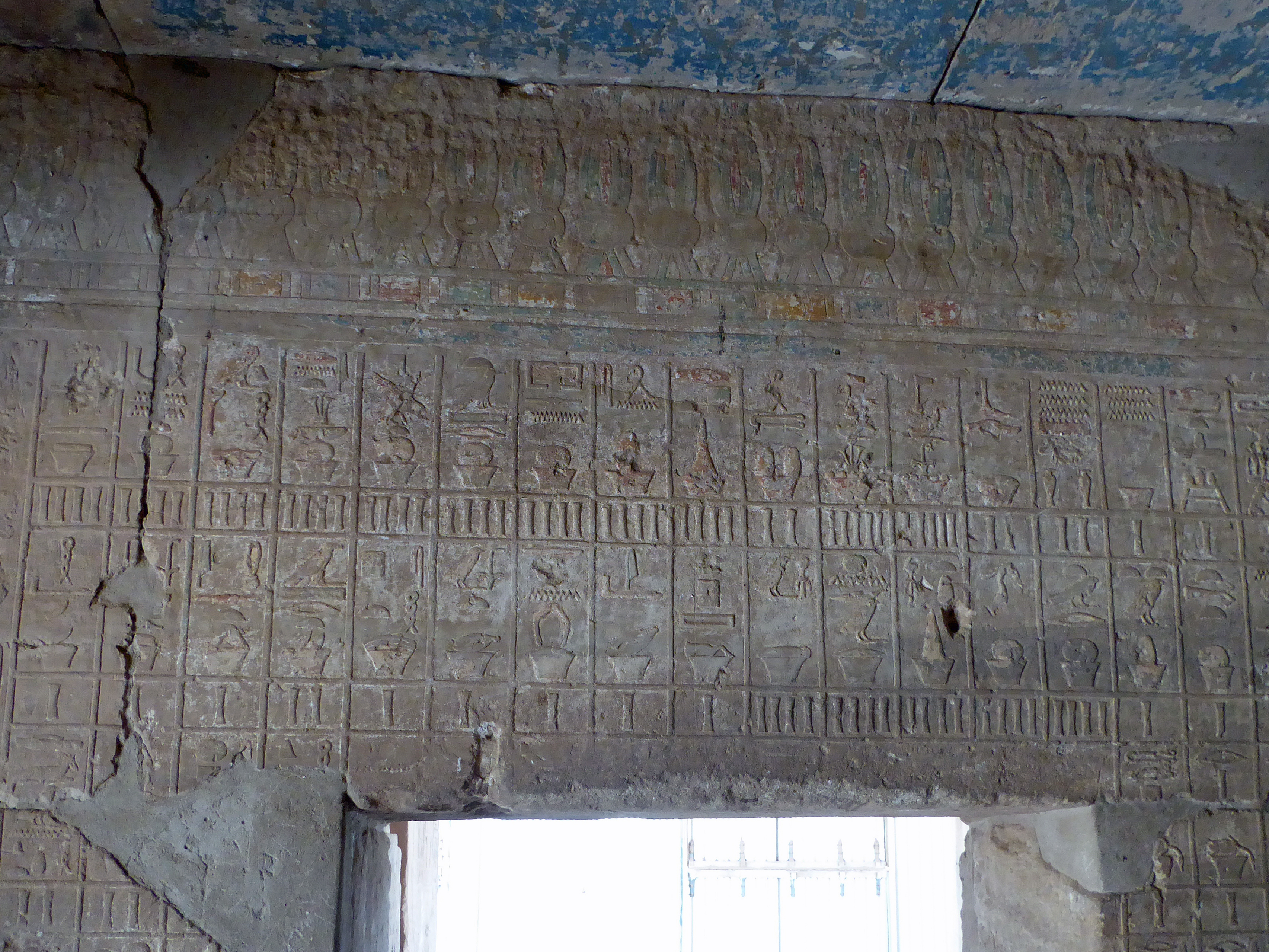
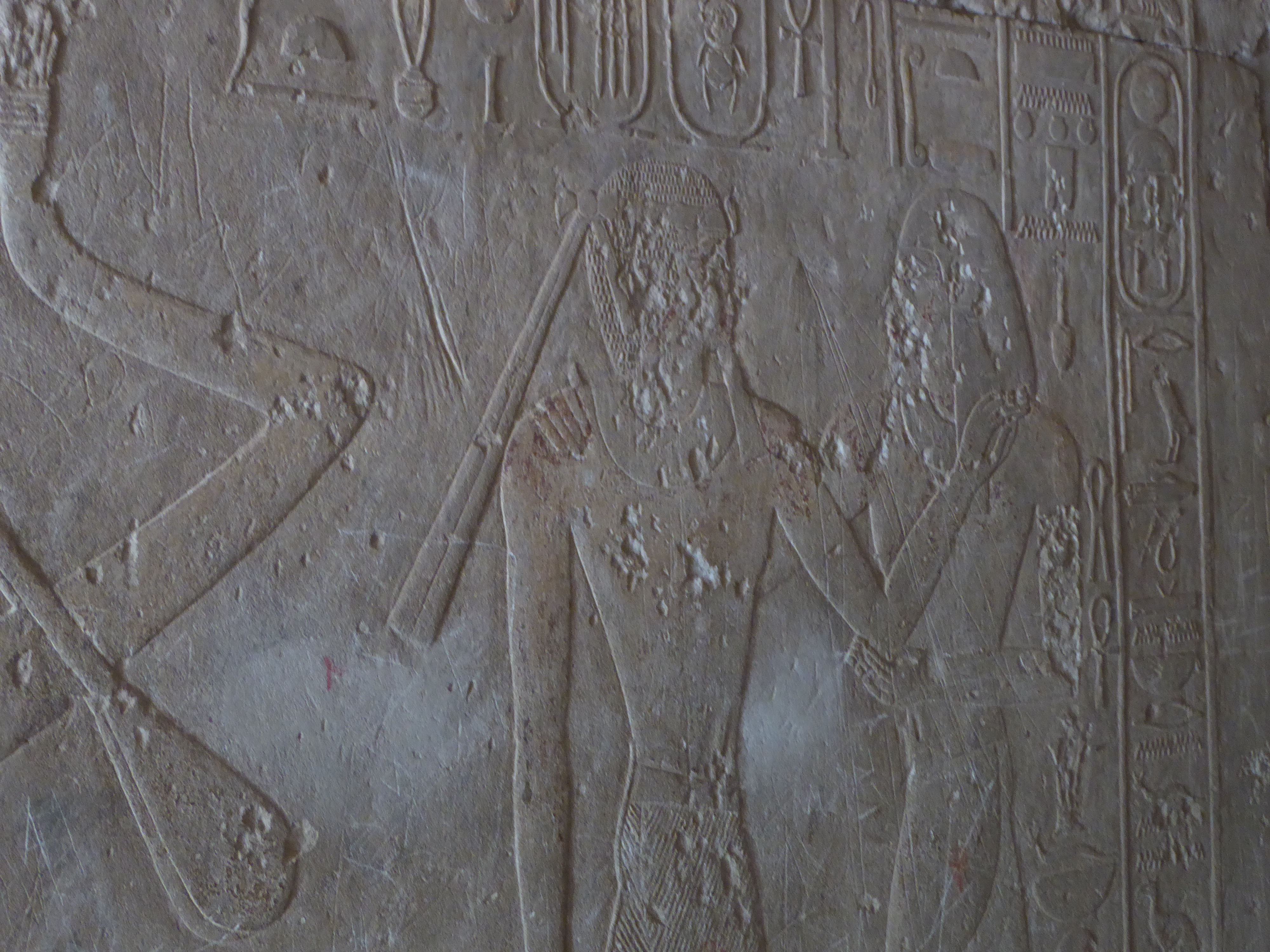
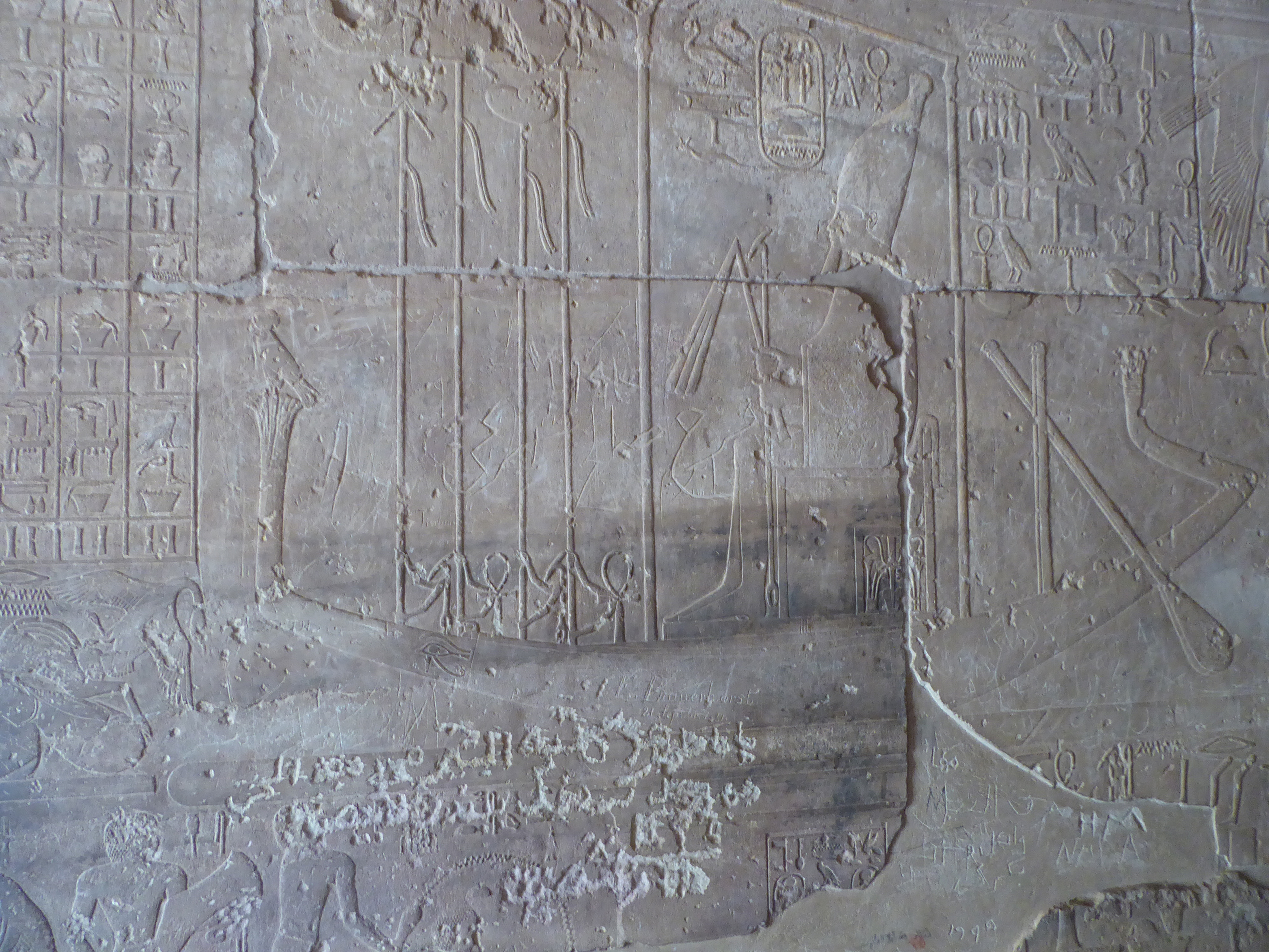
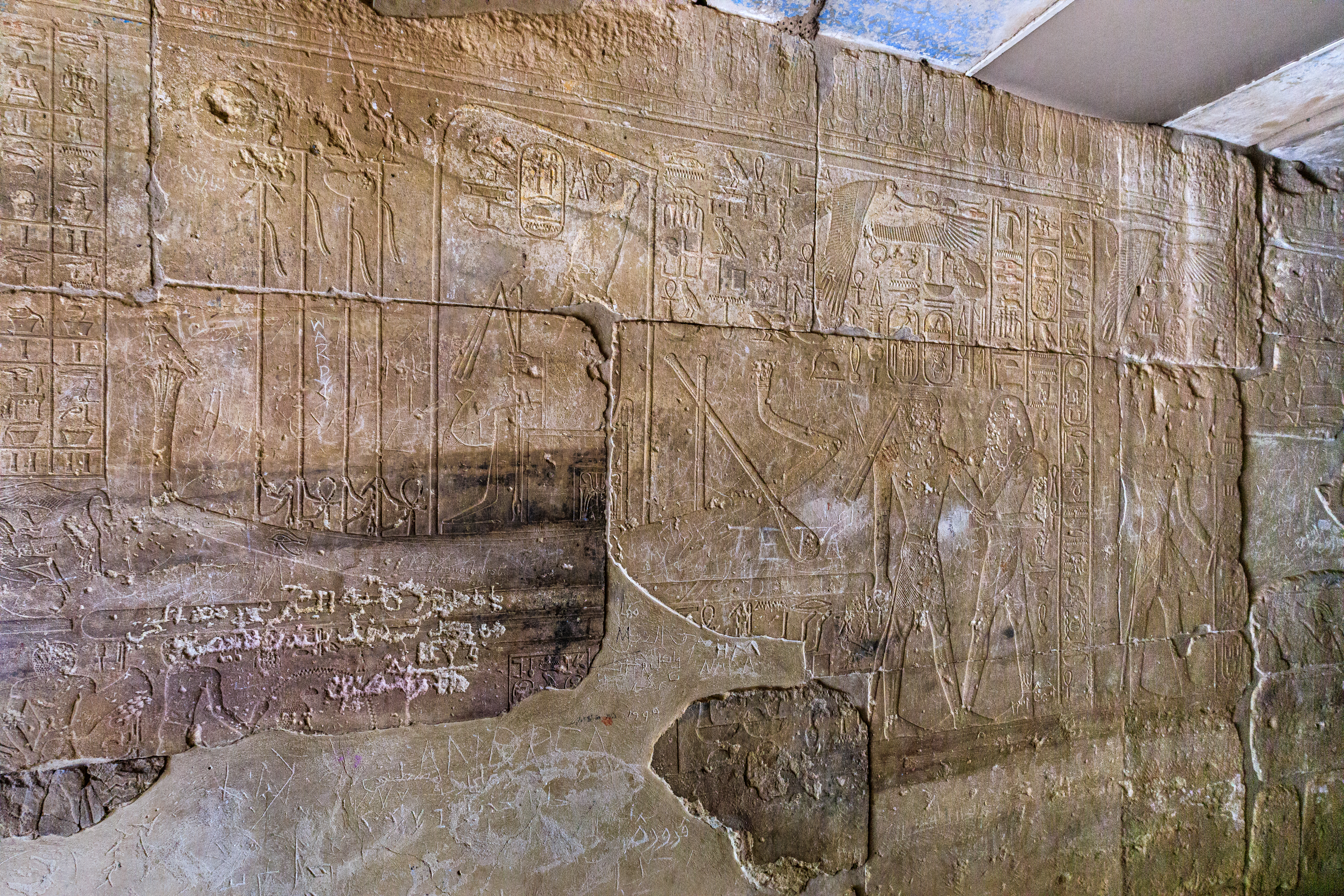
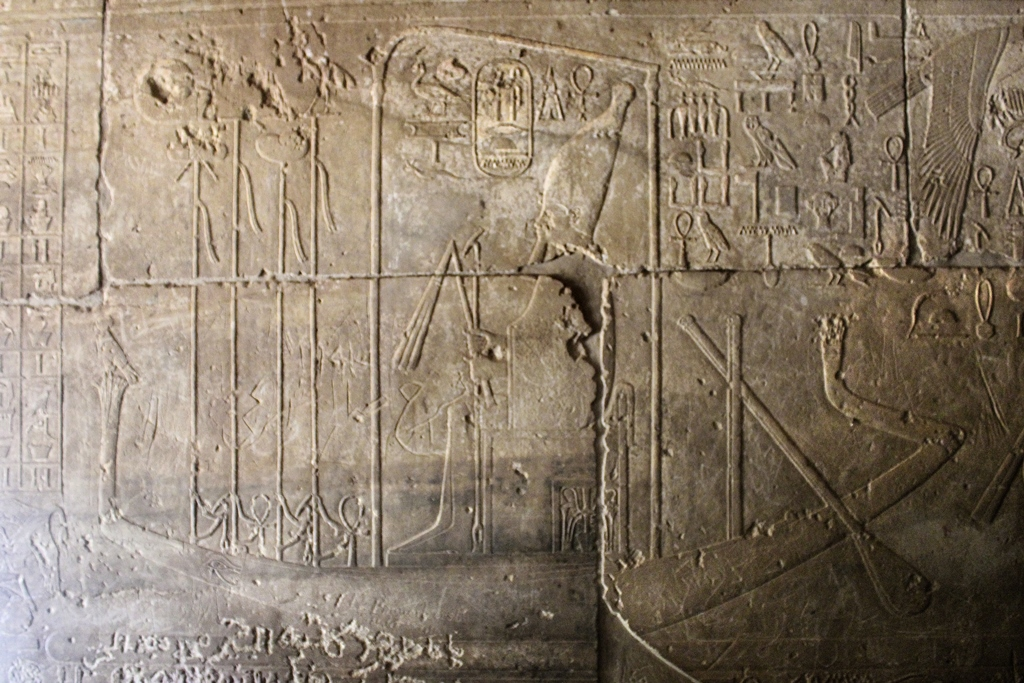